# Lambárfell
Lambárfell är ett berg i republiken Island. Det ligger i regionen Norðurland vestra, 180 km nordost om huvudstaden Reykjavík. Toppen på Lambárfell är 823 meter över havet, eller 113 meter över den omgivande terrängen. Bredden vid basen är 1,9 km.
Trakten runt Lambárfell är nära nog obefolkad, med mindre än två invånare per kvadratkilometer. Det finns inga samhällen i närheten. Trakten runt Lambárfell består i huvudsak av gräsmarker.